# Telmatobius dankoi
Telmatobius dankoi és una espècie de granota de la família Leptodactylidae. Viu a Xile. Aquesta espècie és coneguda només en una sola zona, Las Cascadas, al llarg del riu Loa, a la província del Loa (22° 29′ S; 68° 58′ W) en els vessants occidentals dels Andes. Es pot trobar fins 2.260m snm, i probablement també en altres llocs al llarg del riu Loa. Habita el riu, que travessa un desert. Es reprodueix també al riu, amb grans larves que neden lliurement. Es tracta d'una espècie terrestre i d'aigua dolça. La principal amenaça per a aquesta espècie és la contaminació de l'aigua causada per les activitats mineres. També es podria veure amenaçada en el futur per la quitridiomicosi.